# Bernardo González (militar)
Bernardo González (Concepción de la Sierra, Misiones, Argentina, c. 1785 - Gualeguaychú, mayo de 1858) fue un militar argentino de destacada actuación en la época del gobernador Juan Manuel de Rosas.

## Biografía
Hijo de un militar, vivió su juventud en el campo, en la Banda Oriental.
Se incorporó como soldado a los ejércitos patriotas que participaban en el sitio de Montevideo, y asistió a la toma de esa ciudad en 1814. De allí pasó a Tucumán, donde formó parte del Ejército del Norte; es probable que haya participado en la tercera campaña al Alto Perú y en la derrota de Sipe Sipe. Permaneció hasta 1819 en la guarnición de Tucumán, bajo las órdenes de su hermano mayor, el capitán Abraham González.
En noviembre de 1819 participó en la revolución dirigida por su hermano Abraham y fue oficial del ejército provincial. Como tal peleó en Rincón de Marlopa contra la invasión salteña en 1821. Comandó las fuerzas de la guarnición de la capital cuando su hermano ocupó por un tiempo el gobierno provincial.
Cuando Abraham fue expulsado de la provincia, a fines de 1821, lo acompañó a Buenos Aires; allí fue oficial del regimiento de Colorados de Las Conchas, del coronel José María Vilela. Participó en la campaña de 1823 contra los indígenas del sur de la provincia y en la avanzada hasta la Sierra de la Ventana.
Apenas desembarcados los Treinta y Tres Orientales en la Banda Oriental, pasó a esa provincia; peleó en la batalla de Sarandí. Más tarde se incorporó oficialmente al ejército nacional para la Guerra del Brasil y luchó en Ombú, Ituzaingó y Camacuá. Permaneció en la Banda Oriental hasta 1829, año en que regresó a Buenos Aires.
Se incorporó al ejército federal de Juan Manuel de Rosas después de su victoria de Puente de Márquez, y más tarde fue parte de la campaña de Juan Ramón Balcarce contra la Liga del Interior, del general Paz, en 1831.
En 1833 participó en la Revolución de los Restauradores contra el gobernador Balcarce y ayudó a su destitución. Prestó servicios por años en la frontera con los indígenas, aunque no participó en campañas ofensivas, sino en negociaciones de paz.
En 1838 fue ascendido al grado de coronel. Al año siguiente participó en la campaña contra los "Libres del Sur" y combatió en la batalla de Chascomús.
En 1840, cuando se produjo la invasión de Juan Lavalle a la provincia, era jefe del regimiento Nro. 1 de caballería. Una de las avanzadas del ejército invasor lo derrotó cerca de Cañuelas, aunque logró mantener sus fuerzas unidas; se unió al ejército que reunía el general Ángel Pacheco para enfrentar a Lavalle. Cuando éste se retiró, formó parte del ejército enviado a perseguirlo a órdenes de Pacheco, y después de Manuel Oribe. Combatió a órdenes de este último en las batallas de Quebracho Herrado y Famaillá.
Más tarde participó en la campaña de regreso hacia el litoral y luchó en Colastiné contra Juan Pablo López y en la batalla de Arroyo Grande contra Fructuoso Rivera. A continuación se incorporó al sitio de Montevideo. Hizo varias campañas por el interior del Uruguay, y peleó en Paso de la Paloma contra Rivera y en la recuperación de Salto, que estaba en manos de éste. Durante este tiempo estuvo varias veces a órdenes del gobernador entrerriano, Justo José de Urquiza.
Cuando Urquiza se pronunció contra Rosas, siguió a los generales orientales Eugenio Garzón y Servando Gómez, que se unieron a éste contra Oribe. Se incorporó al Ejército Grande y combatió en la batalla de Caseros del lado de Urquiza.
Durante los meses siguientes, fue jefe de varios fuertes en la frontera, y prestó servicios contra los indígenas. Apoyó sin entusiasmo la revolución del 11 de septiembre de 1852, pero en diciembre se pronunció por la reacción de los oficiales federales, dirigida por Hilario Lagos, que puso sitio a la capital. Participó en este sitio, hasta que el mismo fue levantado por la traición de varios jefes.
Se retiró a Entre Ríos, acompañando a Urquiza; allí fue reconocido como oficial del ejército provincial.
Falleció en Gualeguaychú en mayo de 1858.